# 烘爐地山
烘爐地山，是雪山山脈主稜，位於宜蘭縣礁溪鄉與新北市烏來區交界，海拔1,166公尺，與阿玉山、大礁溪山、三角崙山、鶯仔嶺並列為蘭陽五大名山。
烘爐地山是桶後溪與得子口溪的源頭。

## 事故
2020年1月2日，一架隸屬中華民國空軍救護隊的UH-60M黑鷹直升機失事墜毀於新北市烏來區烘爐地山桶後溪溪谷，機上13名機組員及乘客中有8人死亡，其中包含時任中華民國參謀總長沈一鳴空軍上將、國防部政治作戰局副局長于親文空軍少將及總士官督導長韓正宏陸軍士官長等中華民國國軍高階將領。

## 外部連結
- 櫻花陵園  宜蘭旅遊網